# Analisador sintático LR
Um analisador sintático LR (também chamado parser LR) é um algoritmo de análise sintática para gramáticas livres de contexto. Ele lê a entrada de texto da esquerda para a direita e produz uma derivação mais à direita (por isso LR, do termo em inglês left-right, diferente do analisador sintático LL). Outro termo usado é analisador sintático LR(x), no qual {\displaystyle x} refere-se à quantidade de símbolos posteriores ao símbolo atual (ainda não consumidos da entrada) que são usados para tomar decisões na análise. Geralmente esse valor é 1, sendo omitido. Uma gramática livre de contexto é chamada LR(x) se existe uma analisador sintático LR(x) para ela.
Um analisador sintático LR é dito um analisador sintático de ascendente (bottom-up) pois ele tenta deduzir as produções da gramática a partir dos nós folha da árvore. Várias linguagens de programação são descritas por uma gramática LR(1), ou pelo menos parecida, e por isso os analisadores sintáticos LR são geralmente usados por compiladores para realizar a análise sintática do código fonte. Uma exceção notável é a linguagem de programação C++.
Os analisadores sintáticos LR podem ser implementados muito eficientemente, o que é muito útil para compiladores, por exemplo. Raramente são produzidos manualmente, sendo geralmente construídos por um gerador de análise sintática ou um compilador de compiladores. Dependendo da forma como a tabela de análise sintática é gerada, o analisador é chamado SLR (simples), LALR (quando há análise de símbolos posteriores) e canônico (ou LR(1)). Os analisadores LALR podem lidar com mais tipos de gramáticas que o SLR; o canônico pode lidar com mais tipos de gramáticas que o LALR.

## Arquitetura

### Caso geral
O analisador sintático é uma máquina de estado finito que consiste de:
- um buffer de entrada;
- uma pilha no qual é armazenada uma lista de estados anteriores;
- uma tabela de próximo estado que indica para onde o novo estado deve se mover;
- uma tabela de ação que indica uma regra gramatical a aplicar no estado e símbolo atual na entrada de dados.

#### Algoritmo
O algoritmo do analisador sintático LR é definido como:
1. A pilha é inicializada com [0]. O estado atual será sempre o estado no topo da pilha.
2. Dado o estado atual e o símbolo atual na entrada, uma ação é procurada na tabela de ação:
  - uma mudança de estado sn:
    - o símbolo terminal atual é removido da entrada
    - o estado n é inserido na pilha (tornando-se o estado atual)

  - uma redução rm:
    - o número m é escrito no fluxo de saída
    - para cada símbolo à direita da regra m, um estado é removido da pilha
    - dado o então estado atual no topo da pilha e a regra m, um novo estado é procurado na tabela de próximo estado, tornando-se o estado atual ao ser inserido na pilha

  - uma aceitação: a cadeia de caracteres é aceita
  - sem ação: um erro de sintaxe é retornado
3. O passo 2 é repetido até que a haja uma aceitação ou um erro de sintaxe.

### Exemplo
A gramática abaixo será usada para o exemplo a seguir. Ela trata expressões matemáticas, no qual é aceito somas e multiplicações entre uns e zeros.
(1) E → E * B
(2) E → E + B
(3) E → B
(4) B → 0
(5) B → 1
deve-se analisar sintaticamente a seguinte entrada:
1 + 1

#### Tabelas de ação e próximo estado
|        | ação | ação | ação | ação | ação |  | próximo estado | próximo estado |
| estado | *    | +    | 0    | 1    | $    |  | E              | B              |
| 0      |      |      | s1   | s2   |      |  | 3              | 4              |
| 1      | r4   | r4   | r4   | r4   | r4   |  |                |                |
| 2      | r5   | r5   | r5   | r5   | r5   |  |                |                |
| 3      | s5   | s6   |      |      | acc  |  |                |                |
| 4      | r3   | r3   | r3   | r3   | r3   |  |                |                |
| 5      |      |      | s1   | s2   |      |  |                | 7              |
| 6      |      |      | s1   | s2   |      |  |                | 8              |
| 7      | r1   | r1   | r1   | r1   | r1   |  |                |                |
| 8      | r2   | r2   | r2   | r2   | r2   |  |                |                |

A tabela de ação é classificada por um estado do analisador sintático e um símbolo terminal (incluindo o terminal especial $ que indica o final da entrada de dados) e contém três tipos de ações: 
- mudança de estado (shift), escrito sn e indicando que o próximo estado é n
- redução (reduce), escrito rm e indicado que a redução com a regra gramatical m deve ser feita
- aceitação (accept), escrito acc e indicando que o analisador sintático aceita a entrada de dados

A tabela de próximo passo é classificada por um estado do analisador sintático e por um símbolo não terminal. Ela indica qual o próximo estado do analisado se um símbolo não-terminal foi reconhecido.

#### Procedimento de análise
A tabela abaixo ilustra cada passo do processo. Aqui o estado refere-se ao elemento no todo da pilha (mais à direita), e a próxima ação é determinada referindo-se à tabela de ação acima. Notar que um $ é adicionado no final da entrada de dados para indicar o fim do texto.
| Estado | Entrada de dados | Saída de dados | Pilha     | Próxima ação             |
| ------ | ---------------- | -------------- | --------- | ------------------------ |
| 0      | 1+1$             |                | [0]       | mudança de estado para 2 |
| 2      | +1$              |                | [0,2]     | reduz 5                  |
| 4      | +1$              | 5              | [0,4]     | reduz 3                  |
| 3      | +1$              | 5,3            | [0,3]     | mudança de estado para 6 |
| 6      | 1$               | 5,3            | [0,3,6]   | mudança de estado para 2 |
| 2      | $                | 5,3            | [0,3,6,2] | reduz 5                  |
| 8      | $                | 5,3,5          | [0,3,6,8] | reduz 2                  |
| 3      | $                | 5,3,5,2        | [0 3]     | aceita                   |

O estado inicial do analisador é sempre 0, armazenado na pilha. O primeiro valor terminal encontrado pelo parser é 1, e de acordo com a tabela de ação deve haver uma mudança de estado para 2. No estado 2 a tabela de ação indica que qualquer terminal que apareça, deve-se realizar uma redução com a regra gramatical 5. Por isso escreve-se 5 da saída de dados, retira-se um estado da pilha e adiciona-se na pilha o estado da tabela de próximo estado (que no caso é 4).
Apesar disso a tabela de ação do estado 4 indica que deve-se realizar uma redução com a regra 3. Então escreve-se 3 na saída de dados, retira-se um estado da pilha, encontra-se um novo estado na tabela de próximo estado (que no caso é 3).
O próximo terminal no parser é +, e de acordo com a tabela de ação deve-se ir para o estado 6. O próximo terminal é 1, significando que deve-se realizar uma mudança para o estado 2. Assim como o 1 anterior, é feita uma redução para B, indo-se para o estado 8. Nesse estado sempre é feita uma redução pela regra 2.
Finalmente é lido o terminal $ da entrada de dados, o que significa que, de acordo com a tabela de ação (o estado atual é 3), o analisador sintático aceita a entrada de dados.